# Tauchmaske

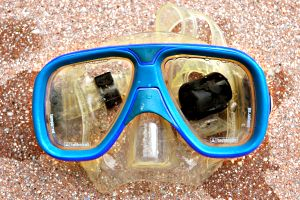
Druckausgleichsmaske

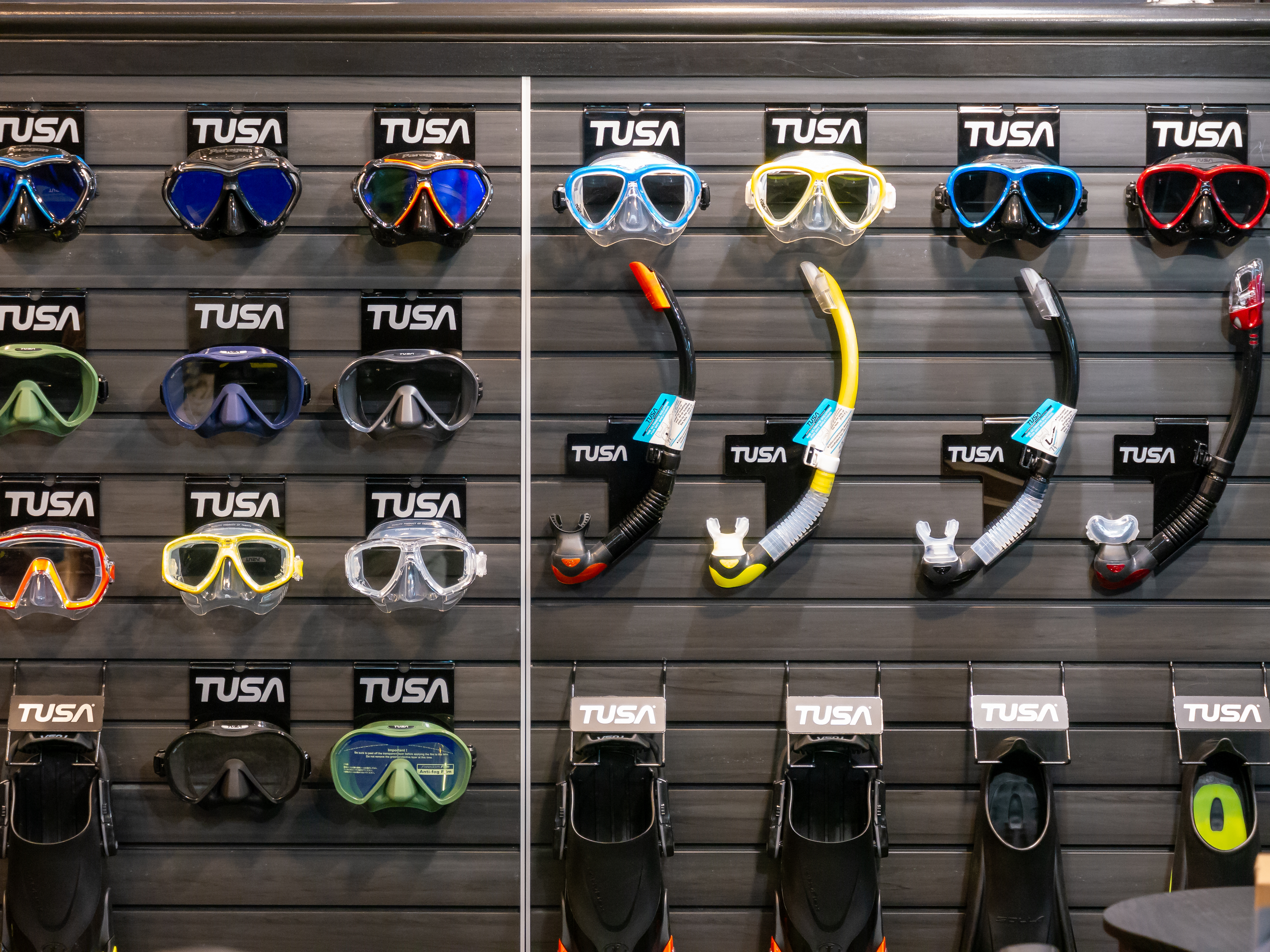
Der Fachhandel bietet als Zubehör insbesondere zur Tauchmaske passende Schnorchel an.

Die Tauchmaske (auch Tauchermaske oder Druckausgleichsmaske genannt) ist Teil einer Tauchausrüstung und gehört zur Grundausstattung (ABC-Ausrüstung) eines Tauchers. Sie besteht aus einem Körper aus weichem Gummi oder Silikon, in dem vorn eine plane Sichtscheibe eingesetzt ist und der zum Gesicht des Tauchers weiche Dichtlippen besitzt, die das Eindringen von Wasser in die Tauchmaske verhindern. Die Dichtlippen bestehen meistens aus Silikon, da dies bei Berührung mit der Haut keine allergische Reaktionen auslöst. Ein verstellbares Gummiband hält die Tauchmaske am Kopf.
In der Umgangssprache wird die Tauchmaske auch als Tauchbrille oder Taucherbrille bezeichnet. Diese Bezeichnungen sind unsachgemäß, denn anders als eine Brille umschließt eine Maske auch die Nase.
Die Tauchmaske ist insbesondere von der Schwimmbrille zu unterscheiden. Die Schwimmbrille schützt die Augen etwa vor Chlorwasser. Sie unterscheidet sich von der Tauchmaske durch die kleineren Gläser und den fehlenden Nasenerker, außerdem durch die einfachere Bänderung.

## Aufbau
Eine Tauchmaske ist ausgestattet mit:
- einer Sichtscheibe aus Temperglas. Teure Glasscheiben aus Verbundglas (Glas und Kunststoff in Lagen verklebt) sind weitgehend bruchfest. Scheiben aus Plexiglas sind zwar bruchfest, zerkratzen dafür aber leicht.
- einem Nasenerker, durch den sich der Taucher ohne die Tauchmaske abzusetzen die Nase für den Druckausgleich beim Abtauchen zuhalten kann (bzw. Luft hineinblasen kann um einen Unterdruck zu verhindern).
- einem doppelten Dichtrand
- einem für eine gute Auflagefläche und Passform hinreichend breiten Kopfband aus Silikon oder aus Neopren, meistens zweigeteilt und mit einstellbaren Schnallen

## Funktion

### Nasenerker zum Druckausgleich
Eine Tauchmaske wird während des Abtauchens einem steigenden Druck ausgesetzt, der regelmäßig ausgeglichen werden muss. Zu diesem Zwecke lässt sich eine Tauchermaske durch Einblasen von Luft aus der Nase in den Nasenerker unter Wasser jederzeit mit zusätzlicher Luft füllen. Dies verhindert ein übermäßiges Anpressen der Maske beim Abtauchen. Ein Druckausgleich im Innern der Maske erfolgt. Wird der Druck in der Maske während des Tauchgangs nicht ausgeglichen, kann dies zu Barotraumen in Form von Druckstellen am Gesicht bis zu geplatzten Blutgefäßen am Augapfel oder sogar einer Netzhautablösung führen.
Beim Auftauchen dehnt sich die Luft im Maskeninnenraum wieder aus und entweicht durch die Nase oder an Dichtungslippe der Maske. Es werden auch Masken angeboten, die an der Spitze des Nasenerkers über ein Ventil verfügen, über das die Luft entweicht.
Der Nasenerker bei Halbgesichtsmasken ist aus flexiblem Material, damit die Nase mit der Hand zusammengedrückt und der Druckausgleich im Mittelohr absolviert werden kann. Bei manchen Vollgesichtsmasken ist ein Verschließen der Nase „von unten“ vorgesehen. Der Druckausgleich des Mittelohrs ist unabhängig vom Druckausgleich des Maskeninnenraums und kann auch ohne Maske problemlos erfolgen.

### Sehen unter Wasser
Das menschliche Auge und sein dioptrischer Apparat sind an die optische Dichte von Luft angepasst. Kommt das Auge direkt mit Wasser, dessen Brechungsindex dem der Hornhaut sehr nahe ist, in Berührung, werden die Strahlen nur noch gering gebrochen und treffen sich nicht mehr im Brennpunkt auf der Netzhaut – der Taucher sieht verschwommen. Da mit einer Tauchmaske die Lichtstrahlen nicht direkt aus dem Wasser auf die Hornhaut treffen, sondern aus dem Luftraum innerhalb der Maske, ermöglicht diese dem Taucher eine Sehschärfe unter Wasser, die der an Land entspricht.
Kinder – deren Pupillen und Linsen sich besser an die Umstände anpassen – können, insbesondere nach Training, unter Wasser und ohne Hilfsmittel scharf sehen. Dies zeigte sich an einer Studie, die an acht- bis dreizehnjährigen Moken-Kindern sowie europäischen Kindern durchgeführt wurde.
Der Brechungsindex am Übergang zwischen Maske und Wasser beträgt 1,33 (4/3) und bewirkt durch den Luftraum vor den Augen eine Vergrößerung: Objekte wirken um 33 % größer und Entfernungen um 25 % geringer, als sie in Wirklichkeit sind. Zum Beispiel erscheint ein drei Meter langes Objekt als vier Meter lang (Vergrößerung um 33 %) und die Entfernung von vier Metern zum Objekt erscheint als nur drei Meter (um 25 % näher).

### Tauchmasken bei Fehlsichtigkeit
Brillenträger können eine Tauchmaske mit optisch geschliffenen Einsätzen verwenden oder aber Kontaktlinsen unter einer gewöhnlichen Tauchmaske tragen. Die Außenfläche der Maskengläser sind dabei in beiden Fällen plan. Über die Krümmung der Innenfläche kann die Brechkraft der Tauchmaske positiv oder negativ eingestellt werden, je nachdem welche Fehlsichtigkeit korrigiert werden muss. Der Innenraum der Maske ist sowohl an Land, als auch während des Tauchgangs mit Gas gefüllt, sodass in beiden Fällen die Tauchmaske ein scharfes Sehen ermöglicht. Die Brechkraft des Wassers hinter einer planen Scheibe führt zwar dazu, dass Gegenstände größer wirken, eine Korrektur einer Fehlsichtigkeit bewirkt dies jedoch nicht. Bei geringen Fehlsichtigkeiten handelt es sich hierbei „nur“ um Komfort, während Fehlsichtigkeiten ab 1,5 Dioptrien als sicherheitsrelevant und somit korrekturbedürftig gelten. Eine gute Sicht ist nicht nur unter Wasser, sondern besonders an der Wasseroberfläche wichtig, gerade wenn es sich um Notaufstiege im freien Wasser in größerer Entfernung zum Boot/Ufer handelt.

### Kondenswasser
Damit die Gläser der Maske durch den großen Temperaturunterschied zwischen dem umgebenden Wasser und dem Maskeninnenraum nicht mit Kondenswasser beschlagen, werden teilweise synthetische Antibeschlagsmittel oder Speichel benutzt.

### Apnoetauchen
Die während des Abtauchens mehrmals notwendigen Ausgleich des Maskeninnendrucks ist Apnoetauchern nur bedingt möglich, da sie nur eine Lungenfüllung Luft mit sich führen und der mehrmalige Druckausgleich in der Maske zu einem signifikanten Verlust von Luft und somit zu kürzeren Tauchgängen führt. Da der Luftdruck in der Lunge dem Wasserdruck der Umgebung entspricht, sinkt das Lungenvolumen mit steigender Tiefe. Das Volumen in der Maske bleibt jedoch konstant, sodass die für den Druckausgleich benötigte Gasmenge in Relation zum Lungenvolumen mit der Tiefe steigt. Daher bevorzugen Apnoetaucher kleinvolumige Masken. Um das Maskenvolumen zu verringern, spritzen viele Apnoetaucher ihre Maske bis auf einen kleinen Sichtkanal komplett mit einem Füllmaterial wie Silikon aus. Dadurch verringert sich das auszugleichende Luftvolumen erheblich.
Als Silikonfarbe wird beim Apnoetauchen schwarz bevorzugt, weil diese es verhindert, dass störende Lichtreflektionen seitlich in die Maske eindringen können. Dies ist beim Apnoetauchen relevanter als beim Gerätetauchen, da sich Apnoetaucher längere Zeit an der Oberfläche aufhalten.
Eine alternative Lösung zur Maske sind spezielle Kontaktlinsen.

## Formen
Es gibt verschiedene Formen von Tauchmasken:
- Reguläre Masken haben ein zentrales Sichtglas.
- Tauchmasken fürs Apnoetauchen oder Unterwasserrugby haben ein geringes Innenvolumen. Dadurch braucht der Taucher weniger Luft für den Druckausgleich.
- Tauchmasken mit zweigeteilter Sichtscheibe: Der oft geringere Augenabstand gewährleistet ein großes Sichtfeld, das geringere Innenvolumen und die teils bessere Passgenauigkeit werden als angenehm empfunden. Sie eignen sich (auch) zum Einsetzen von optischen Gläsern für Brillenträger. Heute werden optische Linsen auch von innen auf die Scheiben der Maske geklebt.
- Panoramatauchmasken haben zusätzliche Sichtscheiben an den Seiten und bieten damit dem Taucher ein erweitertes Sichtfeld. Sie werden auch gerne in der Unterwasserfotografie eingesetzt, um das Gesicht der fotografierten Person besser zu erkennen.

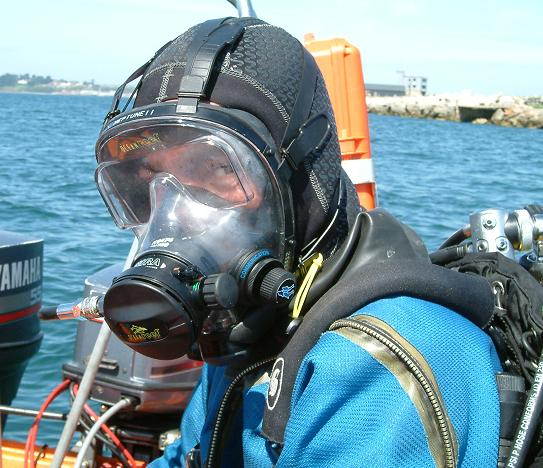
Taucher mit Vollgesichtsmaske

- Vollmasken werden vor allem von Berufstauchern und beim Tauchen in kalten oder verschmutzten Gewässern verwendet. Weil hier der Atemregler direkt an der Maske befestigt wird, ist dann auch eine Sprechverbindung beim Tauchen möglich. Die Masken haben oft spezielle Vorrichtungen zum Druckausgleich über die Nase. Andere Vorkehrungen, wie Innenmasken oder Spülluft, verhindern weitgehend das Beschlagen der Sichtscheibe.
- Tauchhelme stellen eine Sonderform der Tauchmaske dar. Im Vergleich zu Vollgesichtsmasken ist die teils fehlende Möglichkeit zum direkten Druckausgleich über die Nase zu bemerken (bzw. nur mit Nasenklammer). Sie bieten ähnlich Vollgesichtsmasken mehr Schutz, sieht man von Plexiglaskugelhelmen ab. Leichthelme werden mit Halskragen, traditionelle Helme mit Schulterstück getragen.
- Eric Fattah erfand 1988 eine flexible Maske namens Fluid Goggles, in die eine Salzlösung in den Raum zwischen Maske und Auge injiziert wird. Außerdem verfügt sie über eine Linse, um klare Sicht zu ermöglichen. Ein Druckausgleich ist somit nicht mehr notwendig.[8] Auch die Firma Trygons produziert seit 2007 eine flexible Maske namens Fluid Goggles, die ebenfalls keinen Luftraum zwischen Auge und Wasser aufweist.[9]

## Wahl der richtigen Tauchmaske
Die Dichtigkeit und somit der optimale Sitz der Maske kann wie folgt geprüft werden: Setzt man die Maske aufs Gesicht und atmet leicht durch die Nase ein, so sollte die Maske auf dem Gesicht halten. Das Maskenband sollte nicht zu eng bzw. fest sein, sonst könnte sich der Maskenkörper verziehen. Die Maske muss bequem und sicher sitzen. Da jede Maske im Sitz und in der Bauweise anders ist, kann auf einen solchen einfachen und schnell durchzuführenden Test nicht verzichtet werden. Diesen Test sollten vor allem Frauen machen, da sie meist ein schmaleres Gesicht haben.
Insbesondere beim Gerätetauchen und beim tiefen Tauchen ist es notwendig, unter Wasser einen Druckausgleich zwischen dem Wasserdruck und dem Druck im Inneren der Maske herzustellen. Dies wird über die Atmung und die Verbindung über den Nasenerker und über die Nase zum Rachenraum sichergestellt. Der Nasenerker sollte also auch gegebenenfalls mit dicken Neoprenhandschuhen erreichbar sein und ein Zusammenkneifen der Nasenflügel erlauben. Durch Ausatmen durch die Nase ist es zudem einfacher möglich, eine mit Wasser gefüllte Tauchmaske wieder auszublasen. Da beim Apnoetauchen nur eine Lungenfüllung pro Tauchgang zur Verfügung steht, wird hier versucht, das Maskenvolumen zu reduzieren. Beim Gerätetauchen bietet ein geringes Maskenvolumen keinen Vorteil, da hier der Taucher in jedem Fall ein und ausatmet.